# Griffon d’arrêt à poil dur – Korthals
Der Griffon d’arrêt à poil dur – Korthals ist eine von der FCI anerkannte französische Hunderasse (FCI-Gruppe 7, Sektion 1.3, Standard Nr. 107). Die Rasse heißt auf Deutsch: Französischer Rauhhaariger Vorstehhund (Korthals). Meist wird sie verkürzt als Griffon à Poil Dur bezeichnet; sie ist daneben auch unter dem Namen Griffon Korthals oder Korthals Griffon bekannt.

## Herkunft und Geschichtliches
Diese rauhaarige Jagdhundrasse wurde von dem in Deutschland lebenden Niederländer Eduard Korthals im ausgehenden 19. Jahrhundert aus vielen europäischen Hunderassen dieses Jagdhundtyps herausgezüchtet. Nach 15 Jahren schaffte er es, einen nach Aussehen und Leistung einheitlichen Stamm zu schaffen und 1886 einen Standard festzulegen, der 1929 erst revidiert wurde. Korthals selbst wollte keine Auftrennung der rauhaarigen Vorstehhunde in Stichelhaar, Drahthaar und Korthals Griffon. Ein Antrag in dieser Richtung scheiterte 1888.  Die Unterschiede zwischen Deutsch Drahthaar, Deutsch Stichelhaar und Griffon d’arrêt à poil dur – Korthals sind selbst für Fachleute nur sehr schwer, allenfalls über die Haarstruktur, festzustellen. Obwohl die Zucht in Deutschland geschah wird die Rasse als französische geführt.
Das französische Wort Griffon bedeutet „Rauhaar“ und ist die Bezeichnung für das rauhaarige Haarkleid.

## Beschreibung
Bis 60 cm großer schwerer Jagdhund, dunkel, kastanienbraun oder stahlgrau. Sein Haar ist hart und derb, erinnert beim Anfassen an Wildschweinborsten. Die Schlappohren sind mittelgroß und vorne anliegend.

## Verwendung
Diese Hunderasse wird als Jagd- und Vorstehhund auch für die Schweißarbeit verwendet.